# Francis Willoughby
Francis Willoughby (Suffolk, 1605 – Caribische Zee, 23 juli 1666), 5e Baron Willoughby van Parham, was de eerste succesvolle kolonisator van Suriname.
Hij was gouverneur van Barbados en de overige Engelse bezittingen in West-Indië, toen hij in 1650 een expeditie van 40 man onder bevel van de sergeant-majoor Anthony Rowse naar Suriname zond om een geschikte plaats uit te zoeken voor de vestiging van een kolonie. It is commended by all that went - schreef Willoughby aan zijn vrouw - for the sweetest place that ever was seen; delicate rivers, brave land, fine timber. They were out almost five months, and amongst forty persons, not one of them had so much as their head ache. They commend the air to be so pure, and the water so good, as they had never such stomachs in their lives, eating five times a day plenty of fish and fowl, partridges and pheasants innumerable: brave savannahs, where you may in coach or on horseback, ride thirty or forty miles.
Willoughby gaf de kolonisten een schip en een flinke voorraad ruilartikelen voor de Indianen, en zond zo nu en dan van Barbados scheepjes naar Suriname, die er nieuwe kolonisten brachten en de van de inheemsen verkregen artikelen inlaadden. De nieuwe kolonie stond in goede verstandhouding met de in de Boven-Suriname reeds gevestigde Portugese Joden en met de kleine vestiging van Nederlanders (Flamands of Zeeuwen) aan de Commewijne. In januari 1652 werd Willoughby ontzet uit zijn functie van gouverneur van Barbados en van het eiland verbannen.
Op 27 maart 1652 vertrok hij naar Suriname, waar hij een korte tijd bleef. Wegens deelname aan complotten tegen het Engelse parlement werd hij in juni 1655 en opnieuw in maart 1656 gevangen gezet; in november 1656 werd hem de vrijheid aangeboden op voorwaarde dat hij, tegen een waarborg van £10.000 binnen zes maanden opnieuw naar Suriname zou vertrekken. Men stelde hem in vrijheid maar hij vertrok niet.
Na de terugkeer van Karel II volgde opnieuw zijn benoeming tot gouverneur van Barbados en de overige Engelse bezittingen in West-Indië. Tevens werd hij met Lawrence Hide, tweede zoon van Lord Clarendon, door de koning, bij Charter van 2 juni 1663, begiftigd met de landstreek called Serrinam also Surrinam lying in breadth East and West one English Mile next beyond the Westerly Banks of the River of Copenam and Easterly one Mile from or beyond the River Marawyne conteyninge from East to West Forty Leagues or thereabouts and extendinge from the maine Ocean or Sea called the North Sea southward up into the Land to the Heads or Springs of the said River and from thence by direct Lynes unto the mayne Ocean called the South Sea, enz.
In januari 1665 bezocht Willoughby zijn volksplanting, die volgens de giftbrief Willoughbyland zou heten en die zich inmiddels tot een belangrijke kolonie had ontwikkeld; zijn doel was het land in staat van tegenweer te brengen in verband met de te verwachten oorlog. Kort na zijn komst deed een zekere John Allen in de kerk te Thorarica een moordaanslag op hem, waarbij hij ernstig gewond werd en waardoor hij verplicht was tot de maand mei in Suriname te blijven.
In juli van het volgende jaar verliet hij, op bevel van de Engelse koning, Barbados met een vloot om de Fransen van de West-Indische eilanden te verdrijven. Op 23 juli werd de vloot door een orkaan overvallen, waarbij ook het fregat Hope, waarop hij zich bevond, schipbreuk leed en hij verdronk. Hij heeft dus de verovering van Suriname door Abraham Crijnssen in februari 1667 niet meegemaakt. Deze vond plaats terwijl zijn broer William gouverneur van Barbados was.